# Mesotettix shokaensis
Mesotettix shokaensis är en insektsart som beskrevs av Matsumura 1914. Mesotettix shokaensis ingår i släktet Mesotettix och familjen dvärgstritar. Inga underarter finns listade i Catalogue of Life.